# Rebelia w Ogadenie
Rebelia w Ogadenie – separatystyczne działania zbrojne prowadzone od 1995 do 2010 przez Narodowy Front Wyzwolenia Ogadenu (ONLF). Rebelianci walczą o oderwanie Ogadenu od reszty Etiopii i przyłączenie go do Somalii lub o przyznanie mu szerokiej autonomii.
Kampania partyzancka zaostrzyła się, kiedy w prowincji odkryto złoża ropy naftowej i gazu ziemnego oraz w momencie, gdy wojska etiopskie podjęły interwencję w Somalii w 2006 w celu obalenia rządów Unii Trybunałów Islamskich.

## Tło
Ogaden jest prowincją we wschodniej Etiopii zamieszkaną w większości przez Somalijczyków. Etiopia i Somalia, uważające Ogaden za swoje rdzenne ziemie, stoczyły o tę prowincję dwie regularne wojny: nierozstrzygniętą w 1964 roku i wygraną przez Etiopię w latach 1977–1978.
W 1995 roku Ogaden wszedł w skład prowincji Somali.
Rebelianci z Ogadenu oskarżają rząd w Addis Abebie o marginalizowanie somalijskiej społeczności. W 1984 w powstał z kolei popierany przez Somalię Narodowy Front Wyzwolenia Ogadenu (ONLF), który w roku 1995 podjął rebelię przeciwko rządowi.
Narodowy Front Wyzwolenia Ogadenu brał udział w wojnie domowej w Etiopii (1974–1991). Po upadku dyktatora Mengystu Hajle Marjama ONFL zyskał duże poparcie w Ogadenie.

## Przebieg konfliktu

### 1995–2007
W 1995 rozpoczęły się pierwsze ataki na siły rządowe. Pierwsze dziesięć lat konfliktu to przede wszystkim działania partyzanckie na terenie prowincji. Obie strony dopuszczały się łamania praw człowieka. Przekazywanie bezstronnych relacji z konfliktu utrudniało niedopuszczanie do prowincji dziennikarzy niezależnych mediów przez stronę etiopską. Teren był też trudno dostępny dla organizacji pozarządowych. Zazwyczaj jedna strona podawała informacje o swoich militarnych sukcesach, po czym druga je dementowała. Z badań Human Rights Watch (HRW) wynikało, iż etiopskie wojska niszczyły wsie i mienie, przeprowadzały konfiskaty zwierząt i zmuszały cywilów do zmian miejsca pobytu.
Etiopska interwencja w Somalii w grudniu 2006 zbiegła się z wyraźnym nasileniem konfliktu w Ogadenie. ONLF zwiększył liczbę ataków na przedstawicieli administracji regionalnej i lokalnej, jak również na transporty wojskowe. W styczniu 2007 roku rebelianci zaatakowali w woredzie (powiecie) Gerbo, zabijając pięciu miejscowych urzędników, którzy nie chcieli oddać broni ciężkiej rebeliantom. Tydzień później ONLF zaatakował posterunek policji w Gunagada. W ataku zginęło 25 osób, w tym lokalny szef ochrony. ONLF również uprowadził urzędników, w tym komisarza policji, który został później zamordowany.

### 2007: ataki na instalacje naftowe i rządowa ofensywa
24 kwietnia 2007 członkowie bojówki ONLF dokonali ataku na instalacje naftowe w mieście Abole. W wyniku tego śmierć poniosło 65 etiopskich i 9 chińskich pracowników. Wówczas rząd w Addis Abebie nakazał armii ostateczne zakończenie rebelii. Był to najkrwawszy atak rebeliantów Narodowego Frontu Wyzwolenia Ogadenu. Rebelianci oznajmili, że kompletnie zniszczyli pola naftowe. Podczas ataku porwano także siedmiu chińskich pracowników. Zostali oni uwolnieni 29 kwietnia.
W czerwcu 2007 wojska rządowe zamknęły wszystkie drogi w regionie dla ruchu handlowego i pomocy humanitarnej. Premier Meles Zenawi ogłosił 9 czerwca 2007, że rząd Etiopii rozpoczął na szeroką skalę ofensywę w celu powstrzymania rebelii ONLF.
18 czerwca siły etiopskie zamordowały 21 mieszkańców wsi Labiga, którzy stawili żołnierzom opór i nie zgodzili się na wydanie swoich zwierząt hodowlanych. Okres między czerwcem a wrześniem 2007 to szczytowy okres kampanii przeciwko rebeliantom, podczas którego wojska rządowe dopuszczały się licznych nadużyć wobec cywilów.
Główne operacje wojskowe miały miejsce wokół miast Degehabur, Kebri Dehar, Werder i Shilavo.
2 września ONLF ogłosił tymczasowe jednostronne zawieszenie broni. W tym samym czasie w Etiopii miała miejsce misja ONZ, która potwierdziła liczne naruszenia praw człowieka. Ze względu na misję ONZ ONLF zdecydował się na rozejm.

W trybie natychmiastowym siły zbrojne Narodowego Frontu Wyzwolenia Ogadenu zaprzestają wszystkich ofensywnych wojskowych przeciwko wojsku i milicji na czas trwania misji ONZ – oświadczenie ONLF.

Od września 2007 wojsko zmieniło taktykę. Rekrutowano więcej żołnierzy, z armią współpracowały lokalne milicje.

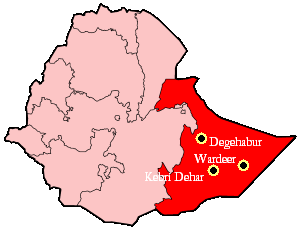
Główne obszary walk w 2007

21 października 2007 ONFL wydał oświadczenie, w którym ogłosił, że w bitwie pod Werdheer zginęło 250 żołnierzy. Nie zostało to potwierdzone przez rząd etiopski ani żadne źródła niezależne. 4 listopada ONFL stwierdził, że w gwałtownych walkach w dniach 26 października – 1 listopada zginęło kolejnych 270 żołnierzy. Także to oświadczenie nie zostało zweryfikowane.
16 listopada rząd etiopski ogłosił, że w ostatnich miesiącach zabito 100 bojowników, a 200 innych dostało się do niewoli. Dwa dni później separatyści podali, że w nalocie etiopskich sił powietrznych na wioski w Ogadenie zginęło kilkunastu cywili. Według rebeliantów, którzy także ucierpieli w bombardowaniach, były one skierowane nie na pozycje bojowników, lecz skupiska ludności i zwierząt gospodarczych. 20 listopada rząd zaprzeczył, jakoby miał bombardować cywili.
28 listopada cywile za pośrednictwem misji ONZ poinformowali, że wojska etiopskie nadal dopuszczają się nadużyć, jednak działania w zakresie niesienia pomocy uległy poprawie. John Holmes, szef misji humanitarnej ONZ w Ogadenie, poinformował, że sytuacja humanitarna w prowincji jest poważna, ale nie katastrofalna. Z kolei premier Etiopii Meles Zenawi ogłosił, że w trakcie walk prawa człowieka nie są łamane i nie ma mowy o kryzysie humanitarnym.

### 2008
26 lutego 2008 rebelianci zakomunikowali, że w ciągu dwóch tygodni zaciętych walk w północnym Ogadenie zabili 43 żołnierzy. Tymczasem wojsko odpowiedziało, że nawet nie brało udziału w walkach w tamtym regionie.
21 maja premier Meles Zenawi ogłosił, że po rocznej ofensywie rebelianci zostali w dużej mierze zneutralizowani. Szef rządu podkreślił też, że partyzanci nie są już w stanie podjąć działań zbrojnych. ONFL błyskawicznie zaprzeczyło i podało, że nie zostało pokonane przez wojsko, mimo „kampanii terroru”. Human Rights Watch poinformowało, że przypadki palenia wsi nadal miały miejsce, ale w 2008 były znacznie rzadszym zjawiskiem.
28 maja w wyniku eksplozji granatów w miastach Degehabur i Dżidżiga – stolicy Ogadenu – zginęło 17 cywilów. Za atakami stali partyzanci z ONLF.

### 2009
W styczniu 2009 lider bojówek ONFL Mohammed Sirad został zabity przez wojsko w mieście Danan. Po śmierci lidera Narodowy Front Wyzwolenia Ogadenu rozpadł się na dwie frakcje. Nowym przywódcą większej frakcji został Abdiwali Hussein Gas.
9 marca bojówki ONFL zdobyły leżące przy granicy z Somalią miasto Mustahil. W wyniku ciężkich walk zginęło 80 żołnierzy etiopskich. Walki trwały też pod Werder i Kelafo. Rząd ponownie zaprzeczył, jakoby separatyści kontrolowali miasto i dodał, że bojówki znajdują się w odwrocie. 12 maja w pobliżu miasta miały miejsce powtórne walki i według rebeliantów zginęło kolejnych 20 żołnierzy.
10 listopada rebelianci Narodowego Frontu Wyzwolenia Ogadenu poinformowali, że rozpoczęli nową ofensywę na wielu frontach. Bojownicy zostali z zadowoleniem powitani przez cywilów w takich miastach prowincji jak Obolka, Hamaro, Higlaaley, Yucub, Galadiid, Boodhaano i Gunogabo, które były całkowicie kontrolowane przez rebeliantów. Bojownicy podali, że zabili i pojmali kilku żołnierzy. Etiopski rząd doniósł, że nie utracił kontroli nad żadnym z miast, jednak przyznał, że dochodziło do starć. Ataki rebeliantów nazwał „desperackimi” – w ich wyniku wojsko zabiło 245 rebeliantów. Bereket Simon, minister ds. informacji, poinformował, że w zwalczaniu rebelii pomagały zaufane lokalne plemienne milicje i że w walkach nie zginął żaden żołnierz.

### 2010
18 maja, po zajęciu przez rebeliantów garnizonowego miasta Malkaqka, wojska rządowe rozpoczęły nową ofensywę. Rebelianci podali, że zabili 94 żołnierzy. Rząd zdementował informację co do liczby zabitych. Po trzech dniach walk według rządu zginęło 59 rebeliantów. 32 zostało wziętych do niewoli. Wojsko w starciach wspierała policja i plemienne milicje.
29 maja separatyści zajęli pola naftowe należące do koncernu naftowego Petronas w pobliżu Hilala.
11 czerwca w ataku żołnierzy na pozycje bojowników zginęło 71 cywilów. Rebelianci podali, że żołnierze dokonali masakry na cywilach, ranili i torturowali wielu. Rząd zaprzeczył tym zarzutom.
12 czerwca odbyło się spotkanie w Niemczech pomiędzy przedstawicielami rządu i rebeliantami ONLF. Rząd poinformował, że zawarł z rebeliantami pokój, jednak druga strona poinformowała, że do żadnych umów nie doszło. Rząd obiecał amnestię dla tych członków ugrupowania, którzy złożą broń.
29 lipca rząd podpisał porozumienie pokojowe z Frontem Wyzwoleńczym Zachodniej Somalii (UWSLF). Ugrupowanie to odegrało znaczną rolę podczas wojny w Ogadenie.

### Po 2010
Jeszcze w październiku 2010 trwały walki między armią etiopską a ONLF. W lipcu 2011 aresztowano dwóch szwedzkich dziennikarzy relacjonujących walki w Ogadenie pod zarzutem wspierania rebeliantów. Pięć miesięcy później zostali skazani na 11 lat więzienia. W czerwcu 2012 Narodowy Front Wyzwolenia Ogadenu w atakach na konwoje i garnizony wojskowe zabił 168 żołnierzy etiopskich.

## Zarzuty łamania praw człowieka

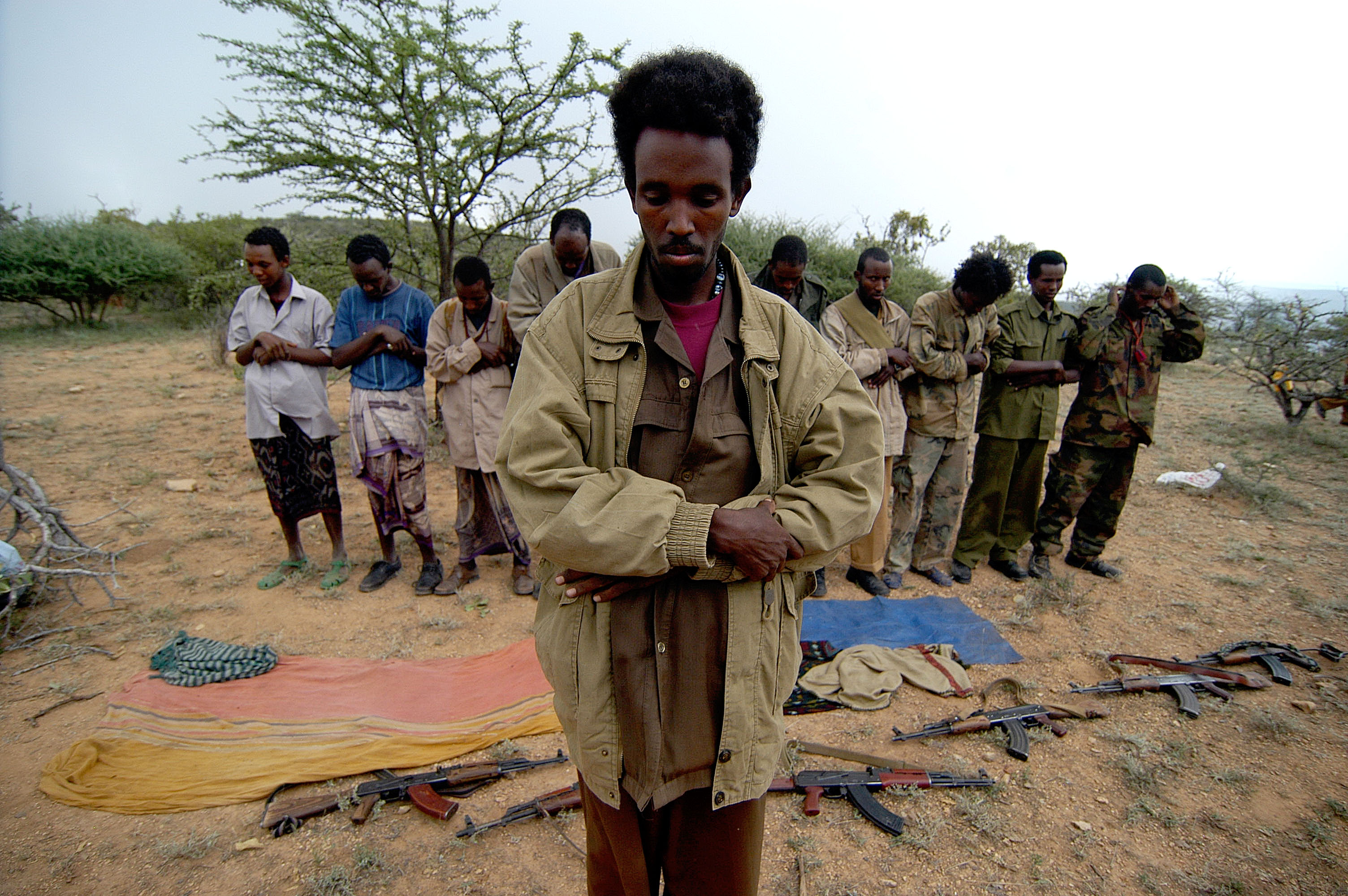
Rebelianci ONLF podczas modłów

Według wielu organizacji humanitarnych kampania wojskowa Etiopii doprowadziła do poważnego kryzysu humanitarnego. ONLF oskarżył rząd o blokadę regionu poprzez niedopuszczanie do niej pomocy humanitarnej.
Human Rights Watch dowiódł, że wielu cywilów zostało zabitych za sympatyzowanie z rebeliantami. Etiopskie wojska niszczyły wsie i mienie, przeprowadzały konfiskaty zwierząt, zmuszając ludność cywilną do przenoszenia się z miejsca na miejsce.
Uchodźcy doznawali powszechnej przemocy ze strony etiopskich żołnierzy. Żołnierze terroryzowali, okradali, gwałcili i mordowali cywilów. The Independent porównał sytuację w Ogadenie do tej z Darfuru.
HRW oskarża także ONLF. Rebelianci są odpowiedzialni za poważne nadużycia, w tym uprowadzenia, pobicia i egzekucje ludności cywilnej osadzonej w aresztach, również urzędników państwowych i osób podejrzanych o wspieranie rządu. Partyzanci używali min lądowych, których ofiarami niejednokrotnie stawali się cywile.

## Sytuacja organizacji humanitarnych
Większość terenów Ogadenu była niedostępna dla organizacji humanitarnych. W lipcu 2007 rząd etiopski nakazał Międzynarodowemu Komitetowi Czerwonego Krzyża opuszczenie Ogadenu w terminie siedmiu dni. Także Lekarze bez Granic od 1 września 2007 nie mieli wstępu na teren Ogadenu.
6 listopada 2007 Biuro Narodów Zjednoczonych ds. Koordynacji Pomocy Humanitarnej (OCHA) ogłosiło otwarcie placówki pomocy w regionie Ogaden, następnie zezwolenie na pracę w Ogadenie otrzymali również Lekarze bez Granic. ONZ wezwała również do niezależnego śledztwa w sprawie zarzutów dotyczących łamania praw człowieka przez etiopskie wojska w regionie objętym działaniami militarnymi.

## Oskarżenia wobec Erytrei i Somalii
Etiopia o wspieranie rebeliantów z Ogadenu oskarżała swoich sąsiadów – Erytreę i Somalię. Etiopia oskarżyła Erytreę o to, że za pomocą ONLF prowadzi z Addis Abebą wojnę zastępczą. Erytrea zaprzeczyła tym zarzutom. Oba kraje stoczyły w latach 1998–2000 wojnę graniczną.
W latach 2006–2009 wojska etiopskie interweniowały w Somalii. Wówczas wojska walczyły z Unią Trybunałów Islamskich, którą oskarżano o dostarczanie broni na front do Ogadenu. Eksperci twierdzą, iż rebelianci ONLF działali w stolicy Somalii – Mogadiszu, w grudniu 2006, kiedy zostało zdobyte przez Unię Trybunałów Islamskich.
Podczas wybuchu kolejnej fazy wojny domowej w Somalii w 2009 bojówki ONFL zaprzeczyły, jakoby wspierały radykalnych islamistów Al-Shabaab, walczących z rządem Unii Trybunałów Islamskich, dawnym sprzymierzeńcem z wojny w latach 2006–2009.